# Université de technologie de Durban
Pour les articles homonymes, voir DUT.
L'université de technologie de Durban (en anglais : Durban University of Technology) est une université de technologie située à Durban et Pietermaritzburg en Afrique du Sud. Elle est créée en 2002 par la fusion de deux universités de technologies ou technikon. Elle accueille environ 23 000 étudiants.

## Étudiants et professeurs notables
- Jeremy Wafer (1954-), artiste contemporain.